# Rolf Back
Rolf Back   (Hèlsinki, 13 de maig de 1928 - Porvoo, 6 d'agost de 2009) fou un atleta finlandès, especialista en els 400 metres, que va competir durant la dècada de 1950.
El 1952 va prendre part en els Jocs Olímpics d'Estiu de Hèlsinki, on disputà dues proves del programa d'atletisme. En ambdues quedà eliminat en sèries.
En el seu palmarès destaca una medalla de bronze al Campionat d'Europa d'atletisme de 1954 en els 4x400 metres. Formà equip amb Raimo Graeffe, Ossi Mildh i Voitto Hellsten.
Va guanyar el campionat nacionals dels 400 metres de 1950, 1951, 1952 i 1954. Millorà diverses vegades el rècord finlandès dels 400 metres i dels 4x400 metres.

## Millors marques
- 400 metres. 47.7" (1951)[1][6]